# Església dels Dolors
L'església dels Dolors és un temple de culte catòlic situat al carrer de Begur de Barcelona.

## Història i descripció
Als anys 1930, l'increment demogràfic del barri feia insuficient l'església de Santa Maria de Sants, i el bisbat de Barcelona va comprar unes naus adjacents a la destil·leria Pujol i Grau, per a destinar-les a una nova parròquia. El 23 de gener de 1933, es va consagrar el temple provisional en una de les naus i es va crear una junta d'obra per iniciar les obres de la construcció del temple i les dependències parroquials. El bisbat va encarregar el projecte a l'arquitecte Josep Maria Pericas, però la Guerra Civil va interrompre el projecte. L'any 1944 es va posar la primera pedra i la nau central va ser consagrada el 1949, la capella del Santíssim el 1956 i la façana culminada l'any 1965.